# Microregiunea Kisbér
Microregiunea Kisbér (în maghiară Kisbéri kistérség) a fost o microregiune statistică (kistérség) din județul Komárom-Esztergom, Ungaria.
Cu o populație de 19.968 locuitori și o suprafață de 510,57 km2, aceasta a existat până în 2014, când în Ungaria, microregiunile ”kistérségek” au fost înlocuite de districte (járások).